# Kostiantyn Furs
Kostiantyn Wiktorowycz Furs (ukr. Костянтин Вікторович Фурс, ros. Константин Викторович Фурс, Konstantin Wiktorowicz Furs; ur. 9 grudnia 1935 w Odessie, Ukraińska SRR, zm. 24 stycznia 1987 w Odessie) – ukraiński piłkarz, grający na pozycji napastnika.

## Kariera piłkarska

### Kariera klubowa
Jako małe dziecko stracił rodziców, opiekowali się im dziadkowie. Wychowanek klubu Spartak Odessa, w którym rozpoczął karierę piłkarską. Pierwszy trener Józef Kłacman. Występował również w amatorskim zespole Metałurh Odessa, skąd jesienią 1956 roku przeszedł do Charczowyka Odessa, który w 1958 zmienił nazwę na Czornomoreć Odessa. Wtedy odeski klub trenował Anatolij Zubrycki, który potrafił znaleźć podejście do nieprostego charakteru utalentowanego piłkarza. Nie jeden raz nadużywał alkoholem, ale trener wybaczał jemu to. Najlepszy napastnik odeskiej drużyny w okresie powojennym. Wybrany do piątki najlepszych piłkarzy Czornomorca wszech czasów. Przy niewielkim wzroście wiele razy wyprzedzał swoich opiekunów i zdobywał bramki Był ulubieńcem odeskich kibiców. W 1965 zakończył karierę piłkarską w amatorskiej drużynie Awtomobilist Odessa. Potem nie potrafił znaleźć pracę. Przez pijaństwo stracił mieszkanie. 24 stycznia 1987 został znaleziony martwym w piwnicy jednego z budynków, gdzie nocował. Miał dopiero 51 lat.

## Sukcesy i odznaczenia

### Sukcesy klubowe
- mistrz Klasy B ZSRR, strefy ukraińskiej: 1961, 1962

### Sukcesy indywidualne
- rekordzista klubu Czornomoreć Odessa w ilości strzelonych bramek w Mistrzostwach ZSRR: 82 goli
- najlepszy strzelec klubu Czornomoreć Odessa: 1957, 1958, 1959, 1961

### Odznaczenia
- tytuł Mistrza Sportu ZSRR: 1963